# Aeroport de Florència-Peretola
L'Aeroport de Florència-Peretola "Amerigo Vespucci" (codi IATA: FLR, codi OACI: LIRQ) (en italià: Aeroporto di Firenze-Peretola "Amerigo Vespucci") és un aeroport que dona servei a Florència, localitzat dins el municipi de Sesto Fiorentino. És un dels dos principals aeroports de la Toscana, juntament amb l'Aeroport Internacional Galileo Galilei de Pisa. L'any 1990, va ser batejat amb el nom d'Amerigo Vespucci, mercader italià i cartògraf.

És un petit aeroport regional, amb una sola pista d'aterratge. Igual que en altres aeroports de petita grandària, els avions giren al final de la pista després d'aterrar i carretegen fins al principi de la pista per arribar a la plataforma i la terminal. Obert al trànsit de passatgers tant a escala nacional com internacional, el 2015 va arribar als 2.419.818 passatgers. Operat per l'empresa Aeroporto di Firenze S.p.A., disposa de 40 bancs check-in, 10 portes d'embarcament i està equipat amb una pista d'asfalt llarga de 1.750 m i una amplada de 30 m.

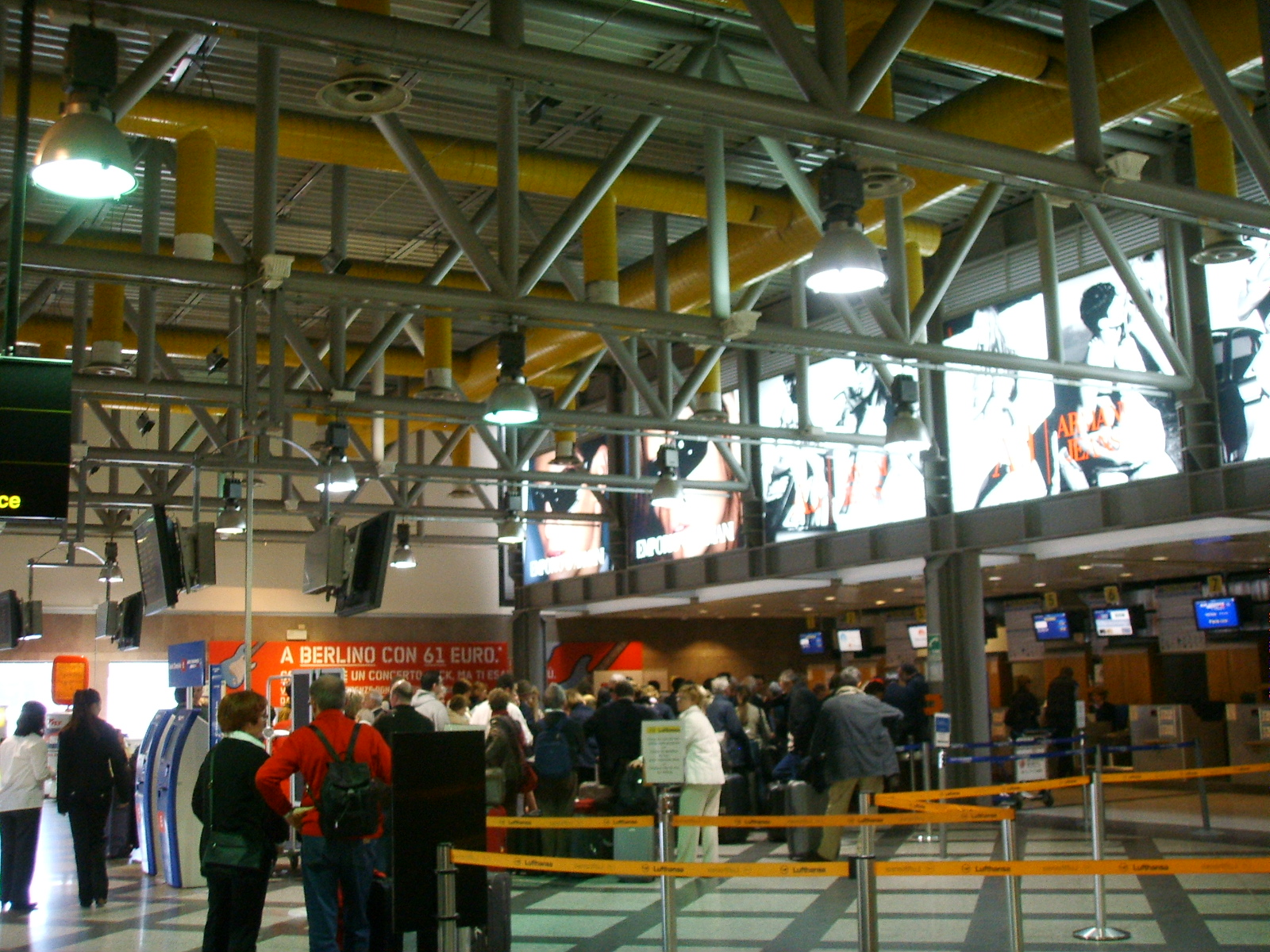
Aeroport de Florència

A l'aeroport es troba estacionat el VIII departament de vol de la Polizia di Stato amb 3 helicòpters AB 206 i 2 A 109.

## Història
El primer camp de vols de Florència va ser creat en el Campo di Marte el 1910 quan les autoritats militars van permetre que el vast camp fos usat per a Experiments en navegació aèria. Campo di Marte es va convertir llavors en el primer aeroport de Florència, i va romandre així durant els anys 1920. Aviat va ser envoltat per urbanitzacions de nova construcció i el camp de vol es va quedar petit per als nous avions de l'època. Es va decidir ressituar l'aeroport en un lloc més adequat i el 1928 es va triar la localitat de Cipresso del Nistro, a mig camí entre Florència i Sesto Fiorentino per situar-ho. El nou Aeroport de Peretola va ser inaugurat a principis dels anys trenta.
Peretola era un gran camp de vols on els avions aterraven i desenganxaven en qualsevol adreça, fins que el Ministeri d'Aeronàutica va decidir engrandir i millorar el camp de vols. El recinte aeroportuari es va estendre cap a Castello, i el 1939 es va construir una nova pista asfaltada de 60 metres d'ample i 1.000 metres de llarg orientada en direcció nord-est.
A la fi dels anys 1940 Peterola va rebre els seus primers vols comercials de passatgers amb el DC-3 de l'aerolínia Aerea Teseo. El 1949, no obstant això, la companyia va deixar d'operar. A finals dels anys 1950 i anys 1960, Alitalia, usant també Dc-3 va oferir la ruta Roma-Florència-Venècia i Roma-Florència-Milà. Posteriorment es va unir ATI que va oferir diferents vols de cabotatge amb Fokker F27. A principis dels anys 1980 es va decidir ampliar i millorar les instal·lacions de l'aeroport i Peretola va desenganxar de nou.
El 1984, SAF (Società Aeroporto Fiorentino, actualment denominada Aeroporto di Firenze, S.p.A., la companyia que gestiona l'aeroport) va ser fundada i en el mateix any els treballs de millora de l'aeroport van acabar: l'ampliació de la pista fins a 1.400 metres i la seva il·luminació, instal·lació de radioajudes VOR-DME i la renovació de la terminal aeroportuària. El setembre de 1986 els vols regulars van tornar a operar. Des de llavors el nombre de passatgers i aeronaus s'ha incrementat contínuament.
El 1990, després d'un intens debat que va involucrar a polítics i intel·lectuals florentins, l'aeroport va ser nominat en honor d'Amerigo Vespucci, una gran navegant i cartògraf florentí que va donar nom al continent americà.
El 1992 es va inaugurar l'edifici que actualment es dedica a arribades, construït per Aeroporto di Firenze. Dos anys després es va inaugurar l'edifici de sortides, construït per Civilavia. El 1994 l'Ajuntament de Florència va construir un aparcament en l'entrada de l'aeroport. L'ampliació definitiva va tenir lloc el 1996 quan es va allargar la pista 250 metres més i es va ampliar l'àrea de sortides. Posteriorment, en 2007, l'àrea terminal té una superfície de 1.200 metres quadrats amb 15 mostradors de facturació.
Des del 9 d'abril de 1998 Aeroporto di Firenze té una concessió administrativa per gestionar totes les infraestructures aeroportuàries i ha assumit tot el relacionat amb el manteniment i desenvolupament futur de l'Aeroport de Florència.
A finals de 1999 es va començar un nou projecte d'ampliació i millora de l'aeroport, que va afectar les terminals d'arribades i sortides, les zones d'aparcaments i les zones dedicades a les oficines de gestió de l'aeroport.
El juliol de 2000, Aeroporto di Firenze, S.p.A. va debutar en la borsa. Referent a qualitat, l'aeroport de Florència va ser dels primers aeroports europeus a obtenir el certificat de qualitat UNI EN ISO 9001/2000 per a tots els seus serveis.
El 5 de desembre de 2012 Vueling va anunciar l'obertura d'una nova base d'operacions des de la qual volen a Florència a set destinacions a Europa: Hamburg, Barcelona, Berlín, Copenhaguen, Londres Heathrow, Madrid i París Orly.

## Transport terrestre
Hi ha un servei d'autobusos directes a l'Estació de Santa Maria de Novella a Florència que costa 4 €. La tarifa de taxi al centre de Florència oscil·la entorn de 16 €.

## Aerolínies i destinacions
| Companyia                                                         | Destinacions |
| ----------------------------------------------------------------- | --- |
| Air France operat per HOP!                                        | Lió |
| Air France operat per CityJet                                     | Londres-City, París-Charles de Gaulle |
| Alitalia                                                          | Àmsterdam, Catània, Roma-Fiumicino |
| Austrian Airlines operat per Tyrolean Airways                     | Viena |
| Brussels Airlines                                                 | Brussel·les |
| Carpatair                                                         | Timişoara |
| Cimber Sterling                                                   | Copenhagen |
| Elbafly operat per Heli Air                                       | Elba |
| Lufthansa Regional operat per Air Dolomiti                        | Munic |
| Lufthansa Regional operat per Augsburg Airways                    | Munic |
| Lufthansa Regional operat per Lufthansa CityLine                  | Frankfurt |
| Luxair                                                            | Luxemburg |
| Meridiana                                                         | Barcelona, Cagliari, Catània, Londres-Gatwick, Madrid |
| Swiss International Air Lines operat per Swiss European Air Lines | Zuric |
| Vueling                                                           | Amsterdam, Barcelona, Catània, Londres-Gatwick, Londres-Luton, Madrid, Palerm, París-Orly Temporada: Copenhagen, Mikonos, Palma, Santorini, Split, Tel-Aviv-Ben Gurion |